# Ktiš
Ktiš település Csehországban, a Prachaticei járásban. Ktiš Chroboly, Křišťanov, Lhenice, Boletice, Brloh és Chvalšiny településekkel határos. Lakosainak száma 470 fő (2024. január 1.).

## Népesség
A település lakosságának változását az alábbi diagram mutatja:
| Lakosok száma | 1561 | 1563 | 1539 | 514  | 500  | 494  | 527  | 507  | 468  | 470  |
|               | 1869 | 1890 | 1921 | 1950 | 1980 | 2001 | 2017 | 2019 | 2022 | 2024 |